# Gabriela Cecchini
Gabriela Cecchini (Porto Alegre, 12 de abril de 1997) é uma esgrimista brasileira.
Em 2013, Gabriela tornou-se a segunda atleta brasileira na história, depois de Élora Pattaro, a conquistar uma medalha num campeonato mundial da Federação Internacional de Esgrima (FIE): a medalha de bronze no Mundial Cadete (categoria florete feminino) realizado na Croácia.. Em 2012 ela havia terminado na 30ª colocação.
Campeã pan e sul-americana no florete feminino, atualmente é a segunda no ranking nacional.
Chegou a entrar na UFRGS antes de ir para a Universidade do Estado de Ohio, onde além de competir nos torneios de esgrima da NCAA também  estuda Ciência Política e Literatura.

## Conquistas

### Categorias de base
- 2011 - Campeã Troféu Internacional Infantil Mário de Queiroz (cadete), categoria florete[6]
- 2012 - Campeã pan-americana cadete, categoria Florete[7]
- 2012 - Vice-campeã sul-americana cadete

### Adulto
- 2012 - Vice-campeã brasileira[8][9]
- 2013 - Medalha de bronze no Campeonato Mundial Cadete de Porec (Croácia)[10]
- 2017 - Medalha de bronze no Panamericano, equipe de Florete
- 2018 - Medalha de bronze no Panamericano, equipe de Florete